# Electronic Journal of Statistics
Electronic Journal of Statistics est une revue scientifique à évaluation par les pairs en libre accès et publiée par l'Institut de statistique mathématique et la Société Bernoulli pour la statistique mathématique et les probabilités. Le journal  publie des articles de recherche et de courtes notes sur les statistiques théoriques, informatiques et appliquées. Le rédacteur en chef est Domenico Marinucci. 
Selon le Journal Citation Reports, l' Electronic Journal of Statistics a en 2017 un facteur d'impact de 1,529.
Les articles sont groupés en volumes annuels ; le volume de l'année 2020 est le 14e. Depuis 2014, chaque volume est composé de 2 numéros. À titre d'exemple, le volume 13, de l'année 2019, comporte près de 5500 pages.
La revue est indexée,et les résumés sont publiées dans Zentralblatt MATH et dans MathSciNet.